# العطلات الرسمية في النمسا
هذه هي قائمة العطلات الرسمية التي في النمسا.
| التاريخ   | الترجمة العربية    | الاسم المحلي        | التعليق                                                                                    |
| --------- | ------------------ | ------------------- | ------------------------------------------------------------------------------------------ |
| 1 يناير   | عيد رأس السنة      | Neujahr             |                                                                                            |
| 6 يناير   | عيد الظهور الإلهي  | Heilige Drei Könige |                                                                                            |
| *         | إثنين الفصح        | Ostermontag         |                                                                                            |
| 1 مايو    | يوم العمال العالمي | Staatsfeiertag      |                                                                                            |
| *         | عيد الصعود         | Christi Himmelfahrt | 39 يوما بعد عيد الفصح الأحد                                                                |
| *         | الإثنين الأبيض     | Pfingstmontag       | نزول الروح القدس على الرسل، بعد 49 و 50 يومًا من قيامة المسيح                               |
| *         | عيد القربان        | Fronleichnam        | القربان المقدس الأول العشاء الأخير. الخميس بعد الثالوث الأحد (60 يومًا بعد عيد الفصح الأحد) |
| 15 أغسطس  | انتقال العذراء     | Mariä Himmelfahrt   |                                                                                            |
| 26 أكتوبر | اليوم الوطني       | Nationalfeiertag    | يوم إعلان الحياد                                                                           |
| 1 نوفمبر  | جميع القديسين      | Allerheiligen       |                                                                                            |
| 8 ديسمبر  | حمل مريم           | Mariä Empfängnis    | يسمح متاجر التجزئة لفتح للتسوق عيد الميلاد                                                 |
| 25 ديسمبر | عيد الميلاد        | Christtag           |                                                                                            |
| 26 ديسمبر | عيد القديس ستيفن   | Stefanitag          |                                                                                            |

تشير العلامة النجمية (*) إلى عطلة متحركة.
يتم ملاحظة أيام إضافية في بعض الدول أو الصناعات. فيما يلي العطلات التي لوحظت في بعض الولايات الفيدرالية.
| التاريخ                      | الترجمة العربية                | الاسم المحلي            | الولايات المعنية                                                    |
| ---------------------------- | ------------------------------ | ----------------------- | ------------------------------------------------------------------- |
| 19 مارس                      | عيد القديس يوسف                | Josefstag               | كيرنتن، شتايرمارك، تيرول، فورارلبرغ                                 |
| قبل يومين من عيد الفصح الأحد | الجمعة العظيمة                 | Karfreitag              | جميع الولايات، المعترف بها كعطلة بنكية ولكن ليس عطلة رسمية فدرالية. |
| 4 مايو                       | سانت فلوريان                   | Florian                 | النمسا العليا                                                       |
| 24 سبتمبر                    | روبرت السالزبورغي              | Rupert                  | سالزبورغ                                                            |
| 10 أكتوبر                    | يوم الاستفتاء                  | Tag der Volksabstimmung | كيرنتن                                                              |
| 11 نوفمبر                    | مارتين التوروزي                | Martin                  | بورغنلاند                                                           |
| 15 نوفمبر                    | ليوبولد الثالث، مارغريف النمسا | Leopold                 | النمسا السفلى، فيينا                                                |
| 24 ديسمبر                    | ليلة عيد الميلاد               | Weihnachten             | جميع الولايات، المعترف بها كعطلة بنكية ولكن ليس عطلة رسمية فدرالية. |
| 31 ديسمبر                    | ليلة رأس السنة الميلادية       | Silvester               | جميع الولايات، المعترف بها كعطلة بنكية ولكن ليس عطلة رسمية فدرالية. |